# Laurens Vanthoor

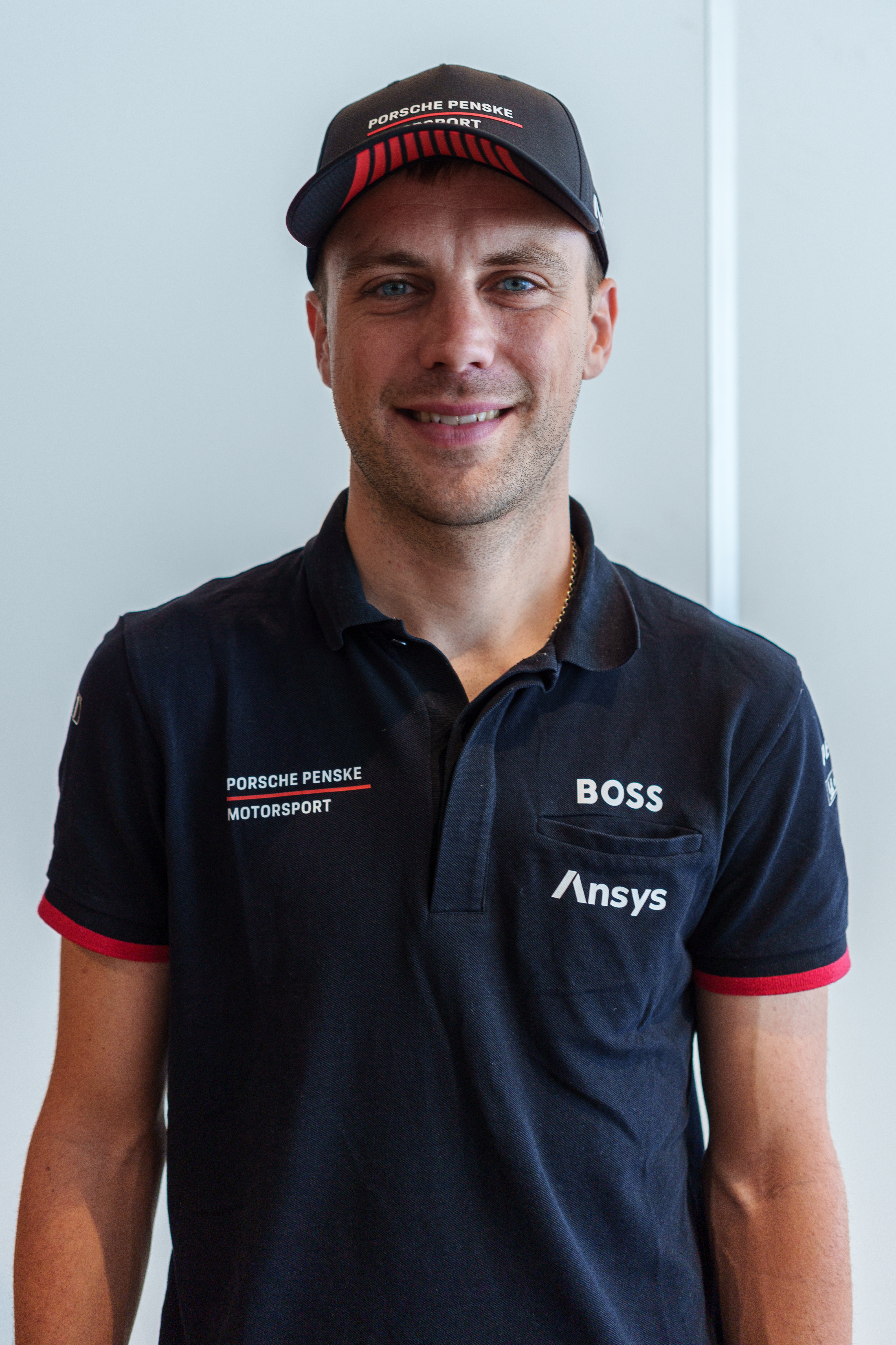
Laurens Vanthoor 2024

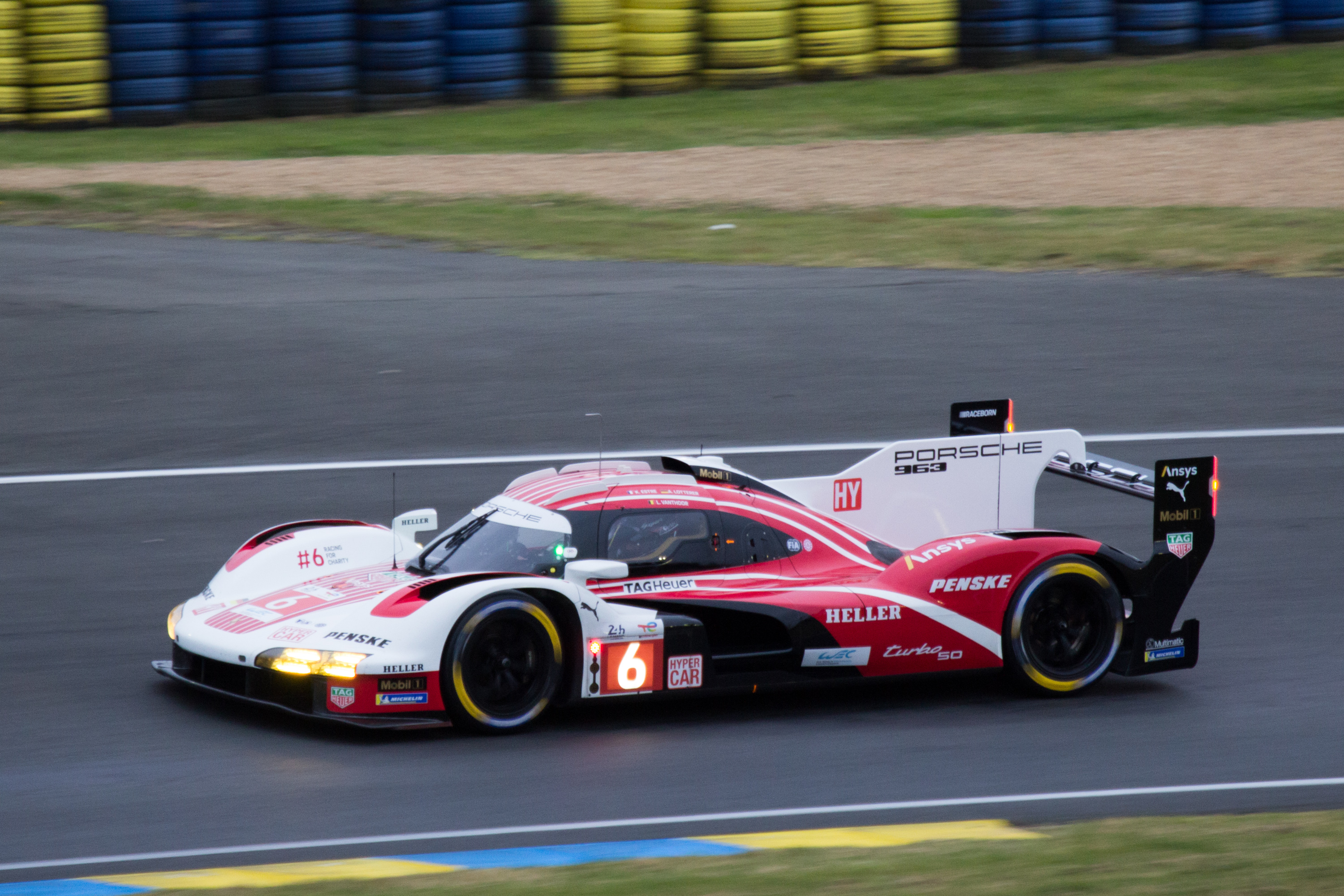
Der von Laurens Vanthoor beim 24-Stunden-Rennen von Le Mans 2024 gefahrene Porsche 963

Laurens Vanthoor (* 8. Mai 1991 in Hasselt) ist ein belgischer Rennfahrer. Er wurde 2009 Gesamtsieger der deutschen Formel 3. 2010 und 2011 trat er in der Formel-3-Euroserie an. Er ist der ältere Bruder von Dries Vanthoor.

## Karriere
Vanthoor begann seine Motorsportkarriere 2002 im Kartsport, in dem er bis 2007 aktiv war. Unter anderem gewann er 2005 den französischen und den belgischen Junioren-Meistertitel. 2008 wechselte der Nachwuchsrennfahrer in den deutschen Formel-3-Cup zum niederländischen Rennstall Van Amersfoort Racing. Mit zwei Siegen und weiteren sieben Podest-Platzierungen belegte er am Saisonende den vierten Gesamtrang. Außerdem erreichte er den sechsten Platz beim prestigeträchtigen Macau Grand Prix, bei dem er zudem zum jüngsten Teilnehmer in der Geschichte dieses Rennens wurde. 2009 blieb Vanthoor bei Van Amersfoort Racing und bestritt seine zweite Saison im deutschen Formel-3-Cup. Mit elf Siegen gewann er dominant den Meistertitel vor seinem Teamkollegen Stef Dusseldorp. Vanthoor war der erste Fahrer seit 18 Jahren, der mit einem Volkswagen-Motor den deutschen Formel-3-Titel gewann. Letztmals war dies dem Dänen Tom Kristensen gelungen.
2010 startete Vanthoor für den französischen Rennstall Signature in der Formel-3-Euroserie. Am Saisonende belegte er mit drei zweiten Plätzen als beste Resultate den sechsten Gesamtrang. 2011 blieb Vanthoor bei Signature und bestritt seine zweite Saison in der Formel-3-Euroserie. Mit zwei zweiten Plätzen als beste Platzierungen wurde Vanthoor als zweitbester Volkswagen-Pilot Sechster in der Fahrerwertung. Darüber hinaus war er in der FIA-Formel-3-Trophäe 2011 punkteberechtigt. Mit einem dritten Platz als bestes Ergebnis erreichte er dort den fünften Platz. Nach der Saison nahm Vanthoor für Audi an DTM-Testfahrten teil.
2015 gewann Laurens Vanthoor zusammen mit Christopher Mies, Heiligenhaus, Edward Sandström, Schweiz und Nico Müller, Schweiz, als Gesamtsieger das 43. ADAC Zürich 24h-Rennen vom Nürburgring auf einem Audi R8 LMS.
Mit der Nummer 1 nimmt er auch an dem 44. ADAC Zurich 24h-Rennen vom Nürburgring teil zusammen mit Christopher Mies, Nico Müller und Pierre Kaffer, erneut auf einem Audi R8 LMS (2016).
Seit 2017 ist Vanthoor Werksfahrer bei Porsche. Er erreichte 2018 die Pole-Position beim 24-Stunden-Rennen auf dem Nürburgring für das Team Manthey-Racing. Im Rennen fiel sein Auto aufgrund eines Unfalls aus. Außerdem konnte er beim 24-Stunden-Rennen von Le Mans die GTE-PRO-Klasse gewinnen.
2024 wurde er zusammen mit Kévin Estre und André Lotterer Weltmeister der Hypercar-Kategorie der FIA-Langstrecken-Weltmeisterschaft.

## Statistik

### Karrierestationen
| - 2002–2007: Kartsport - 2008: Deutsche Formel 3 (Platz 4) - 2009: Deutsche Formel 3 (Meister) | - 2010: Formel-3-Euroserie (Platz 6) - 2011: Formel-3-Euroserie (Platz 6) - 2011: FIA-Formel-3-Trophäe (Platz 5) | - 2024: Langstrecken-Weltmeisterschaft (Weltmeister) |

### Le-Mans-Ergebnisse
| Jahr | Team                      | Fahrzeug            | Teamkollege         | Teamkollege    | Platzierung             | Ausfallgrund |
| ---- | ------------------------- | ------------------- | ------------------- | -------------- | ----------------------- | ------------ |
| 2015 | OAK Racing                | Ligier JS P2        | Chris Cumming       | Kévin Estre    | Ausfall                 | Wagenbrand   |
| 2016 | Michael Shank Racing      | Ligier JS P2        | John Pew            | Oswaldo Negri  | Rang 14                 |              |
| 2018 | Porsche GT Team           | Porsche 991 RSR GTE | Michael Christensen | Kévin Estre    | Rang 15 und Klassensieg |              |
| 2019 | Porsche GT Team           | Porsche 991 RSR GTE | Michael Christensen | Kévin Estre    | Rang 29                 |              |
| 2020 | Porsche GT Team           | Porsche 991 RSR-19  | Michael Christensen | Kévin Estre    | Rang 35                 |              |
| 2021 | WeatherTech Racing        | Porsche 911 RSR-19  | Earl Bamber         | Cooper MacNeil | Ausfall                 | Unfall       |
| 2022 | Porsche GT Team           | Porsche 911 RSR-19  | Michael Christensen | Kévin Estre    | Rang 31                 |              |
| 2023 | Porsche Penske Motorsport | Porsche 963         | André Lotterer      | Kévin Estre    | Rang 22                 |              |
| 2024 | Porsche Penske Motorsport | Porsche 963         | André Lotterer      | Kévin Estre    | Rang 4                  |              |
| 2025 | Porsche Penske Motorsport | Porsche 963         | Matt Campbell       | Kévin Estre    | Rang 2                  |              |

### Sebring-Ergebnisse
| Jahr | Team                      | Fahrzeug           | Teamkollege     | Teamkollege       | Platzierung             | Ausfallgrund |
| ---- | ------------------------- | ------------------ | --------------- | ----------------- | ----------------------- | ------------ |
| 2017 | Porsche GT Team           | Porsche 911 RSR    | Richard Lietz   | Kévin Estre       | Rang 14                 |              |
| 2018 | Porsche GT Team           | Porsche 911 RSR    | Gianmaria Bruni | Earl Bamber       | Rang 12                 |              |
| 2019 | Porsche GT Team           | Porsche 911 RSR    | Mathieu Jaminet | Earl Bamber       | Rang 14                 |              |
| 2020 | Porsche GT Team           | Porsche 911 RSR-19 | Neel Jani       | Earl Bamber       | Rang 13                 |              |
| 2021 | Pfaff Motorsports         | Porsche 911 GT3 R  | Lars Kern       | Zacharie Robichon | Rang 18 und Klassensieg |              |
| 2023 | Pfaff Motorsports         | Porsche 911 GT3 R  | Klaus Bachler   | Patrick Pilet     | Rang 14 und Klassensieg |              |
| 2025 | Porsche Penske Motorsport | Porsche 963        | Nick Tandy      | Felipe Nasr       | Gesamtsieg              |              |

### Einzelergebnisse in der FIA-Langstrecken-Weltmeisterschaft
| Saison  | Team               | Rennwagen       | 1   | 2   | 3   | 4   | 5   | 6   | 7   | 8   | 9   |
| ------- | ------------------ | --------------- | --- | --- | --- | --- | --- | --- | --- | --- | --- |
| 2015    | OAK Racing         | Ligier JS P2    | SIL | SPA | LEM | NÜR | AUS | FUJ | SHA | BAH |     |
| 2015    | OAK Racing         | Ligier JS P2    | DNF |     |     |     |     |     |     |     |     |
| 2016    | Shank Racing       | Ligier JS P2    | SIL | SPA | LEM | NÜR | MEX | AUS | FUJ | SHA | BAH |
| 2016    | Shank Racing       | Ligier JS P2    | 14  |     |     |     |     |     |     |     |     |
| 2018/19 | Porsche GT Team    | Porsche 991 RSR | SPA | LEM | SIL | FUJ | SHA | SEB | SPA | LEM |     |
| 2018/19 | Porsche GT Team    | Porsche 991 RSR |     | 15  |     |     |     |     |     | 29  |     |
| 2019/20 | Porsche GT Team    | Porsche 991 RSR | SIL | FUJ | SHA | BAH | AUS | SPA | LEM | BAH |     |
| 2019/20 | Porsche GT Team    | Porsche 991 RSR |     |     |     | 35  |     |     |     |     |     |
| 2021    | WeatherTech Racing | Porsche 911 RSR | SPA | POR | MON | LEM | BAH | BAH |     |     |     |
| 2021    | WeatherTech Racing | Porsche 911 RSR | DNF |     |     |     |     |     |     |     |     |
| 2022    | Porsche GT Team    | Porsche 911 RSR | SEB | SPA | LEM | MON | FUJ | BAH |     |     |     |
| 2022    | Porsche GT Team    | Porsche 911 RSR | 31  |     |     |     |     |     |     |     |     |
| 2023    | Penske Porsche     | Porsche 963     | SEB | POR | SPA | LEM | MON | FUJ | BAH |     |     |
| 2023    | Penske Porsche     | Porsche 963     | 6   | 3   | DNF | 22  | 7   | 3   | 5   |     |     |
| 2024    | Penske Porsche     | Porsche 963     | KAT | IMO | SPA | LEM | SAO | AUS | FUJ | BAH |     |
| 2024    | Penske Porsche     | Porsche 963     | 1   | 2   | 2   | 4   | 2   | 6   | 1   | 10  |     |
| 2025    | Porsche Penske     | Porsche 963     | KAT | IMO | SPA | LEM | SAO | AUS | FUJ | BAH |     |
| 2025    | Porsche Penske     | Porsche 963     | 11  | 8   | 9   | 2   | 4   |     |     |     |     |